# Mathias Weber (Orgelbauer)
Mathias Weber (* 24. Februar 1777 in Oberperfuss; † 16. Mai 1848 ebenda) war ein österreichischer Orgelbauer.

## Leben
Von Beruf Bauer, begann Mathias Weber in seiner Freizeit mit dem Bau von Musikinstrumenten, sodass er 1813 zunächst als „Fortepianomacher“ bezeichnet wurde. 1814 wird er aus Anlass einer Orgelreparatur bereits als der „Orgelmacher von Oberperfuss“ bezeichnet. Dennoch weisen auch seine frühen Instrumente eine gewisse Professionalität auf, was die Fertigung betrifft. Seine Orgeln stehen in der Tradition des Nachbarock mit einem gut ausgebauten Aufbau von Prinzipalregistern. Nach seinem Tod übernahm sein Sohn Franz Weber die Leitung seiner Werkstatt.

## Werkliste
| Jahr      | Ort           | Gebäude                   | Bild | Manuale | Register | Bemerkungen    |
| --------- | ------------- | ------------------------- | ---- | ------- | -------- | -------------- |
| vor 1826  | Scharnitz     | Pfarrkirche Scharnitz     |      | I/P     | 9        |                |
| 1826      | Völs (Tirol)  | St. Jodok und Lucia       |      | I/P     | 9        |                |
| 1830–1831 | Sellrain      | Pfarrkirche Sellrain      |      | I/P     | 10       |                |
| 1834      | Feichten      | Pfarrkirche Feichten      |      | I/P     | 9        |                |
| 1837      | Unterleutasch | Pfarrkirche Unterleutasch |      | I/P     | 7        |                |
| 1838      | Imst          | Johanneskirche            |      | I/P     | 12       | nicht erhalten |
| 1842      | Ladis         | Pfarrkirche Ladis         |      | I/P     | 12       |                |
| 1844      | Bichlbach     | Pfarrkirche Bichlbach     |      | I/P     | 14       |                |
| 1846      | Plangeross    | Pfarrkirche Plangeross    |      | I/P     | 7        |                |
| 1847–1848 | Sellrain      | Wallfahrtskirche Sellrain |      | I/P     | 6        |                |